# Pré-Cambriano
O Pré-Cambriano (ou Precâmbrico) é o período de tempo desde a formação da Terra há cerca de aproximadamente 4,54 bilhões de anos (Ga) até o início do Período Cambriano, há cerca de 538,8 ± 0,6 Ma. Este precede o atual éon Fanerozoico, e é um superéon dividido, na escala de tempo geológico, nos éons Hadeano, Arqueano e Proterozoico. O Pré-Cambriano é assim chamado porque precede o período Cambriano (pertencente ao Éon Fanerozoico), nomeado assim devido a Cambria, nome clássico para o País de Gales, onde as rochas desse período foram estudadas pela primeira vez. Este superéon é responsável por, aproximadamente, 88% do tempo geológico e foi durante ele que os animais macroscópicos de carapaça dura apareceram pela primeira vez em abundância.
Como dito anteriormente, o Pré-Cambriano iniciou-se há cerca de aproximadamente 4,54 bilhões de anos com a formação da Terra e terminou com a explosão da vida no Cambriano e surgimento dos fósseis. Durante este superéon, temos as divisões entre os éons Hadeano, Arqueano e Proterozoico. É marcado por um conjunto de modificações que proporcionaram diversas características do planeta Terra, como a formação dos oceanos, da lua, de muitos depósitos minerais, de sua oxigenação, da formação de algumas vidas multicelulares e das placas tectônicas.
Pré-Cambriano é um nome tradicional que, apesar de obsoleto, ainda consta na Tabela Cronoestratigráfica Internacional da Comissão Internacional sobre Estratigrafia da União Internacional de Ciências Geológicas. Já recebeu nomes como Azoico ("sem vida") e Criptozoico (das palavras "cripta" = "escondido" e "zoon" = "vida"), atualmente em desuso.

## Visão geral
Relativamente pouco se conhece sobre o Pré-Cambriano, apesar de fazer parte de cerca de sete oitavos da história da Terra, e o que é conhecido foi descoberto em grande parte, nos últimos 50 anos. O registro fóssil Pré-Cambriano é mais pobre do que o do Fanerozoico, e esses fósseis presentes (por exemplo, estromatólitos) são de uso bioestratigráfico limitado. Isso ocorre porque muitas rochas Pré-Cambrianas foram fortemente metamorfizadas, obscurecendo suas origens, enquanto outras foram destruídas pela erosão ou permanecem profundamente enterradas sob estratos do Fanerozoico.
Pensa-se que a própria Terra se formou a partir da acreção de material em órbita em torno do Sol há aproximadamente 4500 milhões de anos (Ma), e pode ter sido atingida por um enorme planetesimal (corpo sólido hipotético), do tamanho de Marte, pouco depois de se ter formado, projetando material que formou a Lua (hipótese do grande impacto). A crosta estável estava aparentemente no lugar de 4400 milhões de anos (Ma), uma vez que cristais de zircão da Austrália Ocidental foram datados de 4 404 Ma.
O Pré-Cambriano é considerado o único superéon no tempo geológico e é assim chamado porque inclui os éons Hadeano (~4,6 - 4 Ga), Arqueano (4 - 2,5 Ga) e Proterozoico (2,5 Ga - 541 Ma). Fora o Precâmbrico, ainda não se definiu outro superéon no tempo geológico, já que após ele temos apenas um outro éon: o Fanerozoico, que vai desde a explosão cambriana (~541 Ma) ao presente.
O termo Pré-Cambriano ainda é usado por geólogos, paleontologistas, geobiólogos e cronoestratígrafos para discussões gerais e debates que não exigem nomes mais específicos. Em 2010, concordando com o que foi dito anteriormente, o Serviço Geológico dos Estados Unidos considerou o termo informal, sem um grau estratigráfico.

## Paleogeografia
O movimento das placas tectônicas causou a formação e a fragmentação dos continentes ao longo do tempo, incluindo a formação ocasional de um supercontinente contendo a maior parte ou toda a massa de terra. O mais antigo supercontinente conhecido foi Vaalbara. Formou-se a partir de proto-continentes e foi um supercontinente há 3636 milhões de anos. Vaalbara se separou há cerca de 2845 a 2803 Ga. O supercontinente Kenorland foi formado há cerca de 2,72 Ga e, provavelmente, quebrou-se em 2,45 - 2,1 Ga nos crátons ou proto-continentes chamados Laurência, Báltica, Cráton de Yilgarn e Calaári. O supercontinente Colúmbia ou Nuna formou-se há 2060 e 1820 milhões de anos e se fragmentou entre 1500 a 1350 milhões de anos. O supercontinente Rodínia pensa-se que tenha sido formado há entre cerca de 1350 a 900 milhões de anos (Ga), para incorporar mais ou todos os continentes da Terra e para serem divididos em oito continentes em torno de há 750-600 milhões de anos.
Levando-se em conta a posição geográfica de porções dos continentes no Pré-Cambriano, pode-se inferir que os extensos evaporitos datados em 3500 milhões de anos na região de Pilbara (Austrália Ocidental) não poderiam ter sido formados dentro ou perto dos polos. Também pode-se inferir que dolomitos contendo estromatólitos da sequência sedimentar Rifeana que abrange o período de há 1650 milhões a 800 milhões de anos, foi depositada em águas quentes e tropicais. A sequência Rifeana está localizada principalmente no cráton da Europa Oriental, que se estende desde a Dinamarca até os Montes Urais, e no cráton siberiano na Rússia.

## Oxigenação e origem dos oceanos
No superéon Pré-Cambriano, os registros sedimentares são impulsionados no Éon Proterozoico, e, a partir daqui, pode-se estudar mudanças apreciáveis na composição da atmosfera e dos oceanos . A Terra, quase certamente, possuía uma atmosfera redutora até há 2500 milhões de anos. No entanto, a presença de muitos tipos de microfósseis filamentosos datados de há 3450 milhões de anos nos cherts da região de Pilbara sugere que a fotossíntese começou a liberar oxigênio na atmosfera naquela época. 
Uma grande explosão na deposição de BIFs de há 3100 milhões a 2500 milhões de anos – com um pico há cerca de 2700 milhões de anos – limpou os oceanos de ferro ferroso (Fe2+). Isso permitiu que o nível de oxigênio atmosférico aumentasse sensivelmente.
Na época do aparecimento generalizado de organismos eucariontes, há cerca de 1800 milhões de anos, é possível que a concentração de oxigênio tenha subido para 10 por cento do nível atmosférico atual. Há 600 milhões de anos houve outro pico de elevação dos níveis de oxigênio atmosférico. Todo esse cenário permitiu, durante o Pré-Cambriano, o início da formação da camada de ozônio (O3).  
Evidências de que a origem dos oceanos da Terra são muito antigos podem ser constatadas pelos sedimentos de há 3850 milhões de anos em Isua, no oeste da Groenlândia, que contêm BIFs que foram depositadas na água. Além disso, esses sedimentos incluem grãos de zircão detríticos desgastados que indicam o transporte pela água. Esses graõs, intercalados com lavas basálticas com estruturas em almofada, também indicam a presença de oceanos.

## Paleoclima
Com a quebra de continentes e formação de supercontinentes (para mais informações veja: Ciclo de Wilson) a todo vapor durante o Pré-Cambriano, tem-se que o arranjo tectônico dos continentes era um importante controlador do clima. 
Logo, em tempos de formação de supercontinentes, o número total de vulcões era limitado, havia poucos arcos de ilhas e o comprimento total das cordilheiras oceânicas era relativamente curto. Essa relativa escassez de vulcões resultou em baixas emissões do gás de efeito estufa dióxido de carbono (CO2). Isso contribuiu para baixas temperaturas de superfície e extensas glaciações.
Em momentos de ruptura continental, que levou a taxas máximas de expansão e subducção do fundo do mar, houve altas emissões de CO2 de vários vulcões em dorsais oceânicas e arcos insulares. O efeito estufa atmosférico foi aumentado, aquecendo a superfície da Terra, tornando a glaciação ausente.
Quanto à temperatura é possível inferir, através da presença de estromatólitos de há 3850 milhões de anos na Austrália, que a superfície terrestre estava a cerca de 7°C (45°F).
A presença de sedimentos glaciais em quase todos os escudos continentais  datadas do Pré-Cambriano, indicam que extensas glaciações podem ter ocorrido durante este superéon. A mais antiga glaciação conhecida ocorreu há 2900 milhões de anos, durante o Arqueano Superior e é evidenciada por depósitos glaciais em sedimentos do Rift Pongola na África Austral. A mais extensa glaciação pré-cambriana, a Huroniana, ocorreu há entre 2400 milhões e 2100 milhões de anos, durante o início do Proterozoico. Esta é reconhecida pelas rochas e estruturas que as geleiras e as camadas de gelo deixaram para trás em partes da Austrália Ocidental, Finlândia, sul da África e América do Norte. A maior glaciação da história da Terra ocorreu durante o final do Proterozoico, na qual a Terra ficou conhecida como Snowball Earth.

## Formas de vida

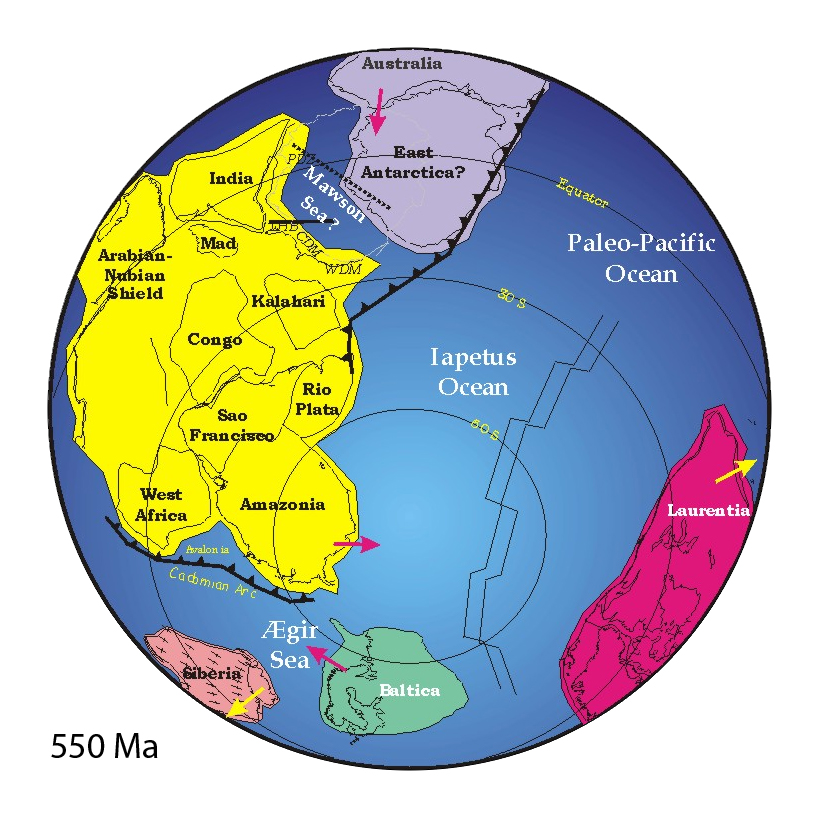
Posições de território perto do fim do Pré-Cambriano.

Uma data específica para a origem da vida ainda não foi determinada. Em 1996, o geoquímico Gustaf Arrhenius apresentou cristais de carbono orgânico que teriam sido produzidos por organismos vivos e depositados em rochas de 3,8 Ga (éon Arqueano) encontradas na Groenlândia, porém, pouco tempo depois, ele mesmo reconheceu o erro dos dados da pesquisa, permanecendo a busca pela datação do início da vida na Terra. 
Fósseis microscópicos bem preservados de bactérias datadas com mais de 3460 milhões de anos foram encontradas na Austrália Ocidental. No entanto, há evidências de que a vida poderia ter evoluído há mais de 4280 milhões de anos. Fora evidências e hipóteses, existe um registro bastante sólido de vida bacteriana durante todo o Proterozoico no superéon Pré-Cambriano, provando a explosão de formas de vida sem esqueleto antes do cambriano e, até mesmo, o desenvolvimento da reprodução sexuada.
Excluindo alguns relatórios opulentos de formas muito antigas da América do Norte e na Índia, as primeiras formas de vida multicelulares complexas parecem ter aparecido em cerca de 1 500 Ma, na era Mesoproterozoica do éon Proterozoico. A evidência fóssil marcante do período (Fauna) Ediacara pode ter ocorrido posteriormente a uma vida tão complexa, registrada como uma comunidade de criaturas semelhantes a algas marinhas e vermes primitivos que floresceram nas profundezas de um primitivo e tranquilo mar na região que hoje é conhecida como Lantian, pelo menos há 600 milhões de anos. Uma coleção muito diversa de formas de corpo macio é encontrada em uma variedade de locais em todo o mundo e data entre 635 e 542 Ma. Estes são referidos como biota ediacarana ou vendiana. As criaturas duras com desconto apareceram em direção ao final daquele tempo, marcando o início da éon Fanerozoico. No meio do seguinte período de Cambriano, uma fauna muito diversificada é registrada no folhelho Burgess, incluindo alguns que podem representar grupos de caule das taxas modernos. O aumento da diversidade de formas de vida no começo do Cambriano chamado vida da explosão Cambriana.
Enquanto a terra parece ter sido desprovida de plantas e animais, cianobactérias e outros micróbios formaram tapetes procarióticos que abrangeram áreas terrestres.
Foram encontradas as pegadas de um animal, apresentando algo semelhante a apêndices, e datadas de cerca de 551 Ma . Este animal ainda não foi identificado, mas já representa uma evidência bastante relevante para a paleontologia e entendimento da vida no Pré-Cambriano. 
No mais, é certo que no Pré-Cambriano existiram duas estruturas biológicas primitivas e simples: os microfósseis, que ocorrem em sílex e folhelhos e são de duas variedades (um tipo consiste em agregados carbonáceos esféricos, que podem medir até 20 mm de diâmetro, se assemelham a algas e cistos de flagelados e são amplamente considerados biogênicos, ou seja, produzidos por organismos vivos. A outra variedade de microfósseis é composta de filamentos carbonáceos, que são tubos ocos curvos de até 150 micrômetros de comprimento, os quais, muito provavelmente, são os restos fósseis de organismos filamentosos). E os estromatólitos, que são estruturas estratiformes, domais ou colunares feitas de tapetes semelhantes a folhas precipitados por comunidades de microorganismos, particularmente algas verde-azuladas filamentosas. Os primeiros exemplos arqueanos formam cúpulas com cerca de 10 cm.   

## Fósseis Ediacaranos
Os metazoários se desenvolveram rapidamente desde o início do Cambriano, quando os organismos adquiriram a capacidade de produzir a proteína colágeno e, assim, criarem esqueletos e conchas. No entanto, há metazoários sem esqueletos mais primitivos, originados na Fauna Ediacara há mais de 600 milhões de anos, após o fim da era glacial Varanger-Marinoan. Eles são encontrados como impressões de animais multicelulares de corpo mole nas rochas e têm a forma de pequenas bolhas, discos circulares ou folhas que variam de menos de 1 cm a mais de 1 metro. A localidade tipo é a Ediacara Hills no sul da Austrália, onde mais de 1.500 espécimes bem preservados foram coletados, resultando na nomeação de mais de 60 espécies e 30 gêneros. Eles ocorrem em um quartzito que está estratigraficamente situado a cerca de 500 metros abaixo da base do Sistema Cambriano.
Fósseis ediacaranos foram depositados em ambientes que vão desde habitats marinhos de marés até o fundo do mar. Algumas formas evidenciam adaptações sofisticadas, como o uso de múltiplos modos de reprodução. Os organismos ediacaranos foram provavelmente os ancestrais dos organismos com conchas que marcam o início do Fanerozóico.

## Subdivisões
A datação radiométrica permite delimitar as diferentes formações do Pré-Cambriano:
- Proterozoico: este éon se estende desde 2 500 Ma até 541 Ma, na transição para o Cambriano (este já pertencente ao Éon Fanerozoico). Contrastando com o éon Arqueano, o fator controlador da composição da água do mar foi a descarga fluvial das margens continentais estáveis, que se desenvolveu pela primeira vez há 2500 milhões de anos.[16]
  - Neoproterozoico: este é a era final do Proterozoico; seu início é definido como 1 000 Ma. Corresponde ao antigo "Precambriano Z" da geologia norte-americana [28].
    - Ediacarano: este período foi oficialmente definido em março de 2004 pela União Internacional de Ciências Geológicas, o mesmo começa em 635 Ma. Evidencia a aparição da fauna de Ediacara de 565 Ma e leva ao período Cambriano em 541 Ma.
    - Criogeniano: uma subdivisão proposta do Neoproterozoico.
    - Toniano: uma subdivisão proposta do Neoproterozoico.

  - Mesoproterozoico: esta é a era central do Proterozoico, durou entre aproximadamente 1 600 a 1 000 Ma. Corresponde ao antigo "Pré-Cambriano Y" da geologia norte-americana [28].
  - Paleoproterozoico: esta é a era inicial do Proterozoico, durou entre aproximadamente 2 500 e 1 600 Ma. Corresponde ao antigo "Pré-Cambriano X" da geologia norte-americana [28].
- Arqueano: este éon central durou, aproximadamente, entre 4 000 e 2 500 Ma. Durante este éon, a composição da água do mar foi influenciada principalmente pelo bombeamento de água através da crosta oceânica basáltica , como ocorre hoje nos centros de expansão oceânica.[16]
- Hadeano: este éon inicial ocorreu desde a formação da Terra até 4 000 Ma. Seu nome vem do grego "Hades", Deus do inferno ou submundo, o que remete as condições da Terra neste éon. Originalmente, esse éon foi projetado como anterior aos primeiros depósitos de rochas. No entanto, alguns cristais de zircão datados de 4 400 Ma demonstram a presença de uma crosta durante esse éon.

Foi proposto dividir o Pré-Cambriano em cinco éons, caracterizada como seguinte:
1. Acreção e diferenciação, antes da grande colisão que originou a Lua.
2. Hadeano, correspondente ao intenso bombardeio tardio (presume entre 4,1 e 3,8 Ga).
3. Arqueano, correspondente às primeiras formações da crosta terrestre (o mais evidente é o Greenstone Belt Isua[30]) para os depósitos ferríferos.
4. Transição, até as primeiras "redbeds" (rochas sedimentares vermelhas devido à presença de óxidos de ferro) continentais.
5. Proterozoico, caracterizada pela tectônica de placas e primeiros animais.

## Parques Pré-Cambrianos
Os parques nacionais que contêm rochas pré-cambrianas são lugares especiais porque revelam um mundo antigo onde os continentes se formaram e a vida primitiva se desenvolveu. Segundo a National Park Service, os Estados Unidos da América conta com diversos parques que contêm rochas ou fósseis preservados do Pré-Cambriano. São eles:
- Greater Yellowstone de Bighorn Canyon , Grand Teton e Yellowstone (com evidências de eventos de até há 3600 milhões de anos);
- Parque Nacional Voyageurs (com antigas rochas pré-cambrianas do Escudo Canadense);
- Parque Nacional Glacier (com estromatólitos de 1 400 Ma);
- Parque Nacional Shenandoah (com rochas de 1.1 Ga que representam materiais fundidos colocados durante a ascensão e queda de uma cordilheira pré-cambriana);
- Parque Nacional do Vale da Morte, Califórnia e Nevada
- Parque Nacional do Grand Canyon, Arizona
- Parque Nacional Joshua Tree, Califórnia
- Reserva Nacional de Mojave, Califórnia
- Monumento Nacional Pipestone, Minnesota
- Parque Nacional das Montanhas Rochosas, Colorado
- Monumento Nacional de Tonto, Arizona